# Linköpings scoutråd
Linköpings Scoutråd  (LSR), är en paraplyorganisation i Linköping med omnejd för de fem scoutförbunden i Sverige som har verksamhet där.
Linköpings Scoutråd ska arbeta för ökat samarbete mellan traktens kårer oavsett förbundstillhörighet och hjälpa till att skapa förbundsöverskridande aktiviteter. Rådet bildades 1950, och har på olika sätt främjat samarbetet mellan scoutkårerna i och omkring Linköping. Linköpings scoutråd arrangerar Filbyterundan för Spårarscouter årligen första helgen i oktober.

## Medlemsorganisationer
- Svenska Scoutförbundet
- Svenska Missionskyrkans Ungdom Scout
- KFUK-KFUMs Scoutförbund
- Nykterhetsrörelsens Scoutförbund
- Frälsningsarméns Scoutförbund